# Renato Pampanini
Renato Pampanini (Valdobbiadene, 1875 - Vittorio Veneto, 1949) va ser un botànic, pteridòleg i micòleg italià. Va estudiar a les universitats de Ginebra, Lausana i Friburg, exercint la docència a la Universitat de Florència, i essent professor de l'Ateneu de Càller. A més de les seves investigacions de gabinet, es va caracteritzar per fer nombrosos viatges de recollida florística a la Cirenaica i en altres zones del nord d'Àfrica, a Rodes, i a illes del Dodecanès. Va ser dels primers botànics italians d'abordar la problemàtica de la protecció ambiental.
Treballà en la Flora Italica Exsiccata un herbari va ser el resultat d'un Programa d'investigació florística iniciat l'any 1904 per A. Fiori, R. Pampanini i A. Béguinot, actuant en la "Societat pel Canvi d'Exsiccata". De 1905 a 1914 es van ocupar de publicar, en el "Periòdic Botànic Italià", centenars d'articles sobre les plantes vasculars italianes crítiques (pel seu risc d'extinció), rares o florísticament importants.

## Algunes publicacions
- Flora del Cadore. Publicació pòstuma de 1958
- 1940. Il conte G. B. Samaritani (1821-1894) e le sue raccolte botaniche in Egitto ed in Oriente. Nuovo giornale botanico italiano (Nuova serie). Florencia. 47 (1): 199-219
- Pampanini, R; R Zardini. 1948. Flora di Cortina d'Ampezzo. Ed. Tipogr. Valbonesi
- 1936. Qualche altra aggiunta e correzione al "Prodromo della flora cirenaica". Archivio botanico. Forli. 12 (2): 176-180
- Prodromo della Flora Cirenaica, 1931
- 1912. Per la protezione di monumenti naturali in Italia. Bulletino della Società Botanica Italiana. Florencia. p. 3-36
- 1911. Per la protezione della flora italiana : relazione presentata alla riunione generale della Società botanica italiana in Roma (12-16 ottobre 1911). Florencia : Stabilimento Pellas
- 1903a. Essai sur la géographie botanique des Alpes et en particulier des Alpes sud-orientales. Friburgo : Fragnière
- 1903b. Erborizzazioni primaverili ed estive nel Veneto. Nuovo giornale botanico italiano (Nuova serie). Florencia. 10 (4)
- Chodat, RH; R Pampanini. 1902. Sur la distribution des plantes des alpes austro-orientales et plus particulièrement d'un choix de plantes des alpes cadoriques et vénitiennes. Le Globe. Ginebra. T. 41

### Llibres
- 1903. Essai sur la géographie botanique des Alpes et en particulier des Alpes sud-orientales, thèse. Ed. Impr. de Fragnière frères. 216 pp.
- 1914. La flora del Caracorùm. Ed. N. Zanichelli. 290 pp.

## Epònims
- (Asteraceae) Artemisia pampaninii Kitam. ex Vacc.[2]
- (Caprifoliaceae) Lonicera pampaninii H.Lév. & Hand.-Mazz.[3]
- (Crassulaceae) Sedum pampaninii Raym.-Hamet[4]
- (Iridaceae) Belamcanda pampaninii H.Lév.[5]
- (Lamiaceae) Amaracus pampaninii Brullo & Furnari[6]
- (Lamiaceae) Origanum pampaninii (Brullo & Furnari) Ietsw.[7]
- (Liliaceae) Gagea pampaninii A.Terracc.[8]
- (Rosaceae) Rubus × pampaninii Hruby[9]
- (Scrophulariaceae) Alectorolophus pampaninii Wilczek & Stern[10]
- (Scrophulariaceae) Rhinanthus pampaninii Chab.[11]
- (Solanaceae) Solanum pampaninii Chiov.[12]
- (Thymelaeaceae) Daphne pampaninii (Rehder) Halda[13]